# Eupithecia suboxydata
Eupithecia suboxydata är en fjärilsart som beskrevs av Otto Staudinger 1897. Eupithecia suboxydata ingår i släktet Eupithecia och familjen mätare. Inga underarter finns listade i Catalogue of Life.

## Bildgalleri

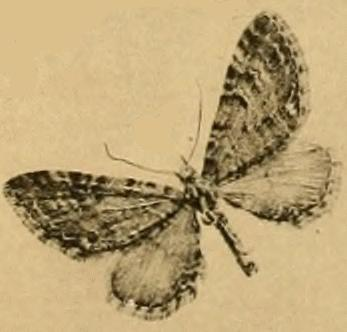